# Солом'янський район
Солом'янський район — район міста Києва, який було утворено у жовтні 2001 року в результаті адміністративно-територіальної реформи на базі Жовтневого та більшої частини Залізничного районів (утворено 9 квітня 1938 року). Площа території Солом'янського району становить 4,05 тис. га, в ньому мешкає 383 тис. киян.

## Історія
Територією нинішнього Солом'янського району протікає права притока Дніпра — Либідь, з якою пов'язана історія Києва часів Київської Русі. Колись Либідь обертала колеса водяних млинів, та була природною перепоною на шляху загарбників. Для охорони жителів на ній було створено низку поселень-застав. Сліди таких богатирських застав знайдено поблизу сучасних Караваєвих дач та у районі станції метро «Берестейська».
Швидкому зростанню села Солом'янки, переселенню жителів до Либіді сприяли розпочате в 1834 році будівництво Києво-Печерської фортеці та прокладення залізничної лінії Київ—Балта. 18 лютого 1870 року відкрилось регулярне сполучення з Балтою, став до ладу збудований у стилі англійської готики архітектора Вишневського залізничний вокзал. 1857 року збудовано Володимирський кадетський корпус — за проєктом І. В. Штрома.
За даними перепису населення Києва XIX століття на Солом'янці разом з Протасовим яром проживало 3910 мешканців. Найбільше підприємство Солом'янки — Залізничні майстерні. Тут працювало близько 1,5 тис. осіб.
Солом'янка XIX століття мала одну лікарню, чотири трактири-харчевні, три швейні майстерні, одну єврейську школу.
У 1910 році до Солом'янки приєднали селища Верхню та Нижню Солом'янку, Батиєву гору, Протасів Яр.
Інша історична місцевість, що увійшла до сучасного Солом'янського району — Шулявка згадується в Іпатіївському літопису-середньовічній хроніці, що датуються 1146 роком. У XVIII столітті на Шулявці було розташовано літню резиденцію Київських митрополитів.

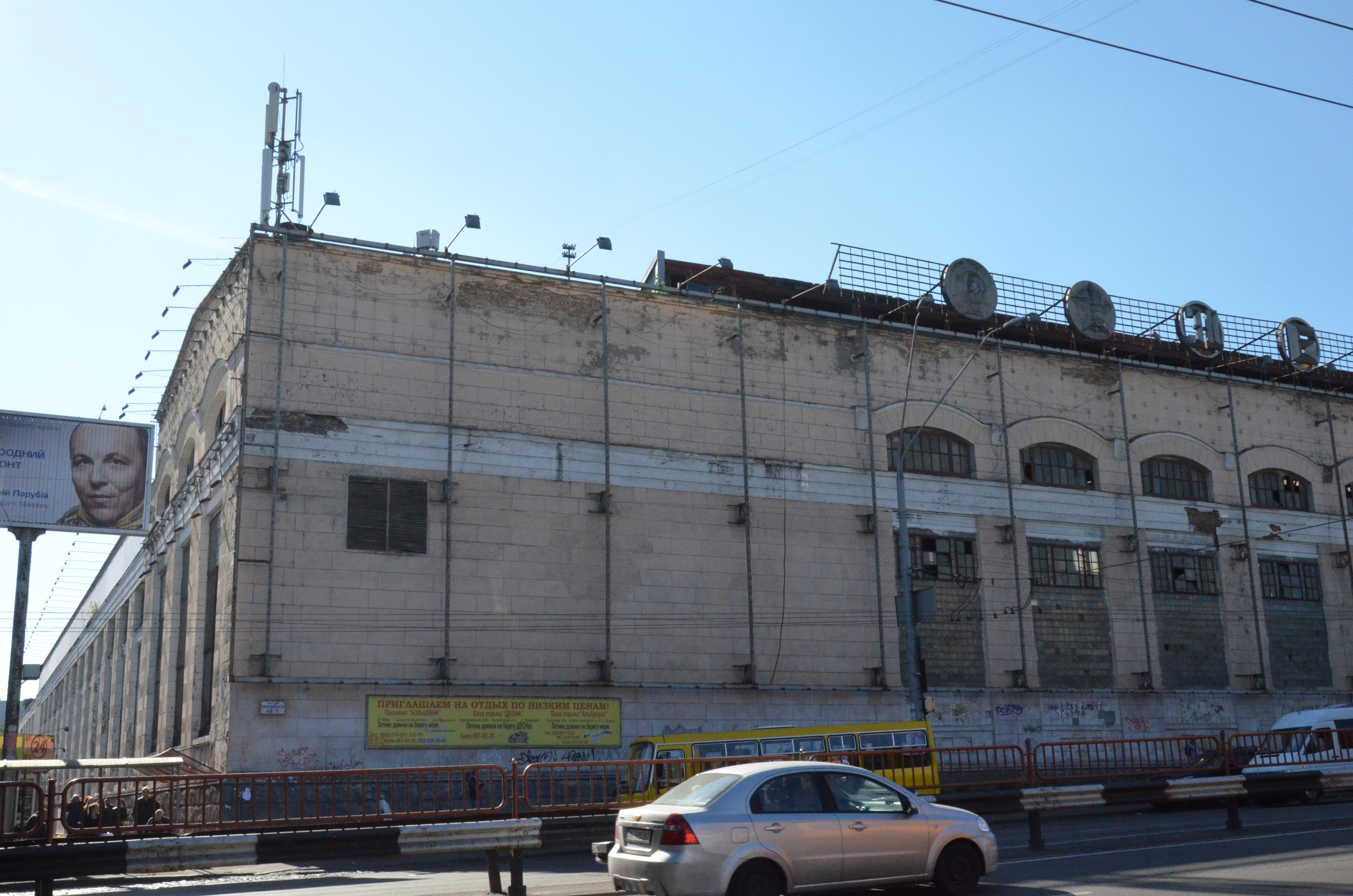
Завод Я. Гретера та О. Криваненка

Активно ця територія почала освоюватись після 1847 року. 1882 року тут було відкрито підприємство, яке згодом стало одним з провідних в Україні — машинобудівний завод Гретера і Криванека (тепер акціонерна компанія «ПКМЗ»).
Крім цього заводу, в останню чверть XIX століття на Шулявці відкрито й інші підприємства (залізні ліжка, стільці, ваги), чавуноливарний і механічний заводи Велера, механічний завод Залінгера та ін. Трохи далі у бік Святошина відкрився завод сільгоспінвентарю, завод ковкого чавуну, ремісниче підприємство та безліч невеликих кустарних майстерень.
1898 року на Шулявці було відкрито Київський політехнічний інститут (тепер Національний технічний університет України «Київський політехнічний інститут»).
Колишній Жовтневий район це такі історичні місцевості, як Шулявка, Відрадний, Грушки, Караваєві дачі. На кінець століття тут проживало 136800 осіб.

## Особистості

### ІванСвітличний- вул. Уманська 35
Від 1960 року до ув'язнення в 1973 році на вулиці Уманській, 35, кв. 20 мешкав дисидент Іван Світличний зі своєю дружиною Леонідою Терещенко. Враження від нового місця проживання Світличний виклав у листі до сестри:
«Цього листа я тобі пишу з нової, СВОЄЇ квартири. Це – по дорозі з центру на аеродром. Місце хороше, старих будинків і близько немає, кругом одні новобудови, планування чудесне, до центру – 20 хвилин тролейбусом».
Нове житло сприймалося Світличними дещо ідеалізовано, оскільки перед цим вони мешкали в переобладнаній на кімнату келії Флорівського монастиря, разом з сім’єю Леоніди Світличної. Микола Плахотнюк порівнював її з «рукавичкою», а Василь Стус – із «голубником» через майже постійну присутність гостей. Сюди часто навідувалися Алла Горська, Василь Симоненко, Василь Стус, Ліна Костенко, Микола Вінграновський, Іван Дзюба, який жив неподалік, та низка інших представників творчої молоді з усієї УРСР. У спогадах сучасників квартира на Уманській постає як мультифункціональний відкритий простір. Там відбувалися колективні вечері, академічні дискусії, читання поезій, «відкриття» творчості заборонених митців «розстріляного відродження», прослуховування віршів в авторському виконанні поетів на журналістському магнітофоні «Весна».

### Іван Дзюба- проспект Повітряних сил 50
У кінці 1965 р., після створення ним праці «Інтернаціоналізм чи русифікація?», переїхав у двокімнатну квартиру на Повітрофлотському проспекті 50, що її надала Спілка письменників. За словами Івана Дзюби, нове помешкання було розміщене в «будинку КДБ». Систематична поява автівок спецслужб у дворі маркувала будинок як відомчий. На думку Дзюби, ордер на це житло він отримав не випадково. «Переселили мене так, щоб був під рукою». Як свідчать спогади Леоніда Плюща, до проживання в цьому будинку критик ставився з іронією, жартуючи. «Народ почне бити вікна в цьому будинку, а я ж то за що страждатиму?». Проживав за вказаною адресою до своєї смерті.

### Віктор Могильний- вул. Возіанова 10
З 1939 по 1960-ті роки, у будинку садибного типу, на вул. Карпінського 10 жив дисидент Віктор Могильний. Будинок був знищений для перебудови. Разом із цим будинком зник і «культурологічний клуб на Чоколівці», один із осередків шістдесятництва. Раз на тиждень тут, у неформальній атмосфері, збиралися молоді поети, які відвідували літературну студію при видавництві «Молодь». Серед таких Микола Холодний, Гриць Тименко, Євген Варда, Юрій Мурашов та інші. Гості читали вірші й дискутували в той час, як дружина господаря Аврелія Могильна несла варту біля будинку. У ході обговорень часто згадували про сусіда з вул. Уманської – літературного критика Івана Світличного. Гості долучалися до формування інтер’єру цього помешкання. На стінах рясніли написи-автографи, що їх залишали охочі. 
Як згадував Олесь Шевченко, тут був один з небагатьох «островів незалежності» в зрусифікованому Києві, де українець міг комфортно почуватися.

## Сучасність
У жовтні 2001 року в результаті адміністративно-територіальної реформи на базі Жовтневого та більшої частини Залізничного районів утворено новий, Солом'янський (розпорядження голови Київської міської державної адміністрації від 01.08.2001 р. № 1625 «Про утворення районних у місті Києві державних адміністрацій»).
До складу району входять території: Грушки, Відрадний, Караваєві дачі, Новокараваєві дачі, Чоколівка, Жуляни, Совки, Монтажник, Залізничний масив, Протасів Яр, Батиєва гора, Кучмин Яр, Олександрівська слобідка, Солом'янка, Першотравневий, Залізнична колонія, Шулявка (частина), Турецьке містечко.
Характерною рисою району є найбільші транспортні об'єкти столиці України — залізничні станції Київ-Пасажирський і Київ-Товарний, аеропорт «Київ» (Жуляни). Район має багатогалузевий потужний промисловий комплекс, який складається з 65 промислових підприємств, їхня частка в обсязі промислової продукції міста становить 7,2 відсотка. На території району зосереджена велика частина наукового потенціалу міста — 54 науково-дослідні та проєктні інститути, 6 вищих навчальних закладів.
У районі зареєстровано 18035 суб'єктів підприємницької діяльності (СПД) — юридичних осіб та 14444 СПД-фізичних осіб.
Торговельне обслуговування населення здійснюють 817 підприємств торгівлі та громадського харчування. Різноманітні види послуг населенню надає 351 підприємство побутового обслуговування.
Провідне місце в розвитку охорони здоров'я району та міста в цілому посідають всесвітньовідомі науково-дослідні медичні заклади: Інститут фтизіатрії І пульмонології ім. Ф. Г. Яновського, Український НДУ кардіології ім. М. Д. Стражеска, Київський НДУ епідеміології та інфекційних хвороб ім. Л. В. Громашевського, Інститут серцево-судинної хірургії АМН України, Центр мікрохірургії ока, Інститут клінічної та експериментальної хірургії АМН України.

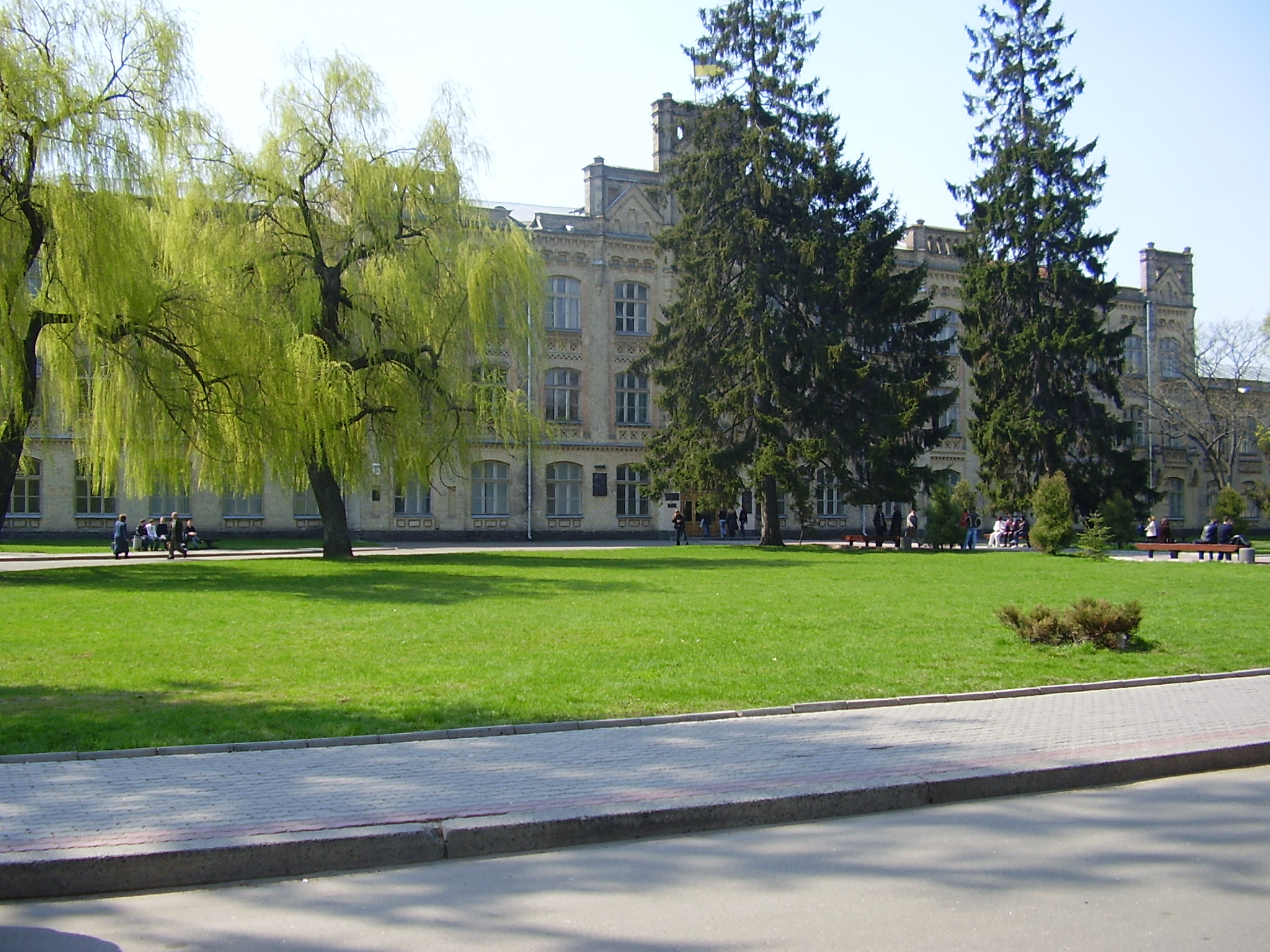
Національний технічний університет України «Київський політехнічний інститут»

У районі багато культурних закладів — 5 музичних шкіл, художня школа, 59 бібліотек різних систем і відомств, 3 кінотеатри, Палац творчості дітей та юнацтва, 8 відомчих палаців культури та 4 відомчі музеї, Центр молодіжного дозвілля «Колізей», український театр-студія та камерний театр-студія.
Освітянська галузь району нараховує 48 дитячих дошкільних закладів, 32 середні загальноосвітні школи, 12 шкіл-дитячих садків, 2 гімназії, 7 ліцеїв, 2 вечірні школи, 3 школи-інтернати, 2 дитячо-юнацькі спортивні школи.
На території району функціонують 5 стадіонів, 9 басейнів, 136 спортмайданчиків, 89 спортивних залів, 13 стрілецьких тирів та інші споруди для занять спортом.

## Населення

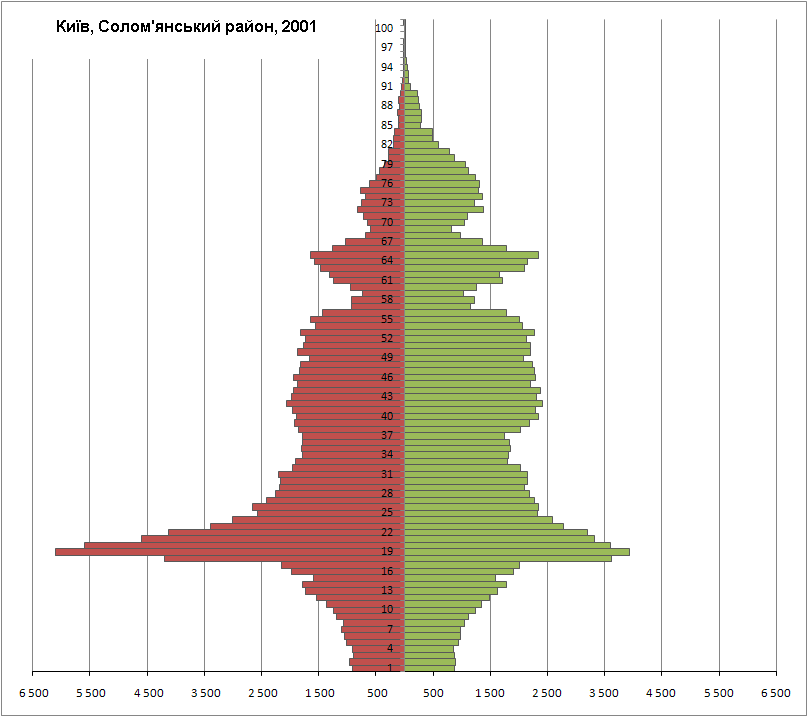
Статево-вікова піраміда населення Солом'янського району у 2001 р.

Чисельність населення району:
- 2001 — 287 801
- 2008 — 326 725
- 2009 — 333 453
- 2010 — 338 834
- 2011 — 342 376
- 2012 — 345 058
- 2013 — 351 169
- 2014 — 356 600
- 2015 — 360 500
- 2016 — 364 785[1]
- 2017 — 370 106
- 2018 — 370 838
- 2019 — 375 909
- 2020 — 383 387[5]
- 2021 — 384 616
- 2022 ― 386 647

### Мовний склад
Рідна мова населення за даними перепису 2001 року:
| Мова       | Чисельність, осіб | Доля     |
| ---------- | ----------------- | -------- |
| Українська | 190 165           | 67,51 %  |
| Російська  | 85 809            | 30,47 %  |
| Інше       | 5 690             | 2,02 %   |
| Разом      | 281 664           | 100,00 % |

## Співпраця
| Прапор країни | Місто, регіон                  | Країна  | Документ про співпрацю | Дата підписання документу |
| ------------- | ------------------------------ | ------- | --- | ------------------------- |
| Україна       | Біла Церква (Київська область) | Україна | Договір «Про співробітництво між Солом'янською районною у м. Києві державною адміністрацією та Білоцерківською міською радою» | 20 червня 2009 р.         |

## Навчальні заклади
- Державний університет інфраструктури та технологій
- Національний авіаційний університет
- Київський національний університет будівництва та архітектури (проспект Повітряних сил, 31)
- Інститут телекомунікацій і глобального інформаційного простору НАН України
- Навчально-науковий інститут права та психології київської національної Академії Внутрішніх Справ
- Державний Університет Телекомунікацій
- Телеком науково-аналітичний центр ДУІКТ
- Національний університет оборони України
- Національний технічний університет України «Київський політехнічний інститут імені Ігоря Сікорського»
- Ліцей № 144 ім. Григорія Ващенка
- Ліцей № 142
- Legal Lyceum Yaroslav Kondratiev
- Lyceum Prestige
- Kyiv professional college «Aviant»
- Київський професійний ліцей будівництва та фітодизайну
- Київський спортивний ліцей-інтернат
- Ліцей інформаційних технологій № 79
- Ліцей податкової та рекламної справи № 21
- Ліцей № 227
- Заклад Фахової Передвищої Освіти «Київський медичний коледж імені П. І. Гаврося»
- Гімназія біотехнологій № 177
- Гімназія № 178
- Середня загальноосвітня школа № 60 ім. Олександра Загребельного
- Загальноосвітня школа № 69
- Середня загальноосвітня школа № 166
- Спеціалізована школа № 43
- Спеціалізована школа № 64
- Спеціалізована школа № 149
- Початкова спеціалізована школа І ступеня № 164 з поглибленим вивченням окремих предметів
- Полілінгвальна школа № 1
- Школа № 221
- Спеціалізована школа № 115
- Гімназія № 178
- Спеціалізована школа № 7 імені М. Т. Рильського з поглибленим вивченням англійської мови
- Спеціалізована школа № 52 в Києві з поглибленим вивченням інформаційних технологій
- Спеціалізована школа № 173
- Школа № 174
- Середня загальноосвітня школа № 229
- Школа № 22
- Школа Ерудит
- Спеціалізована школа № 159 з поглибленим вивченням англійської мови
- Школа іноземних мов E-Land
- Спеціалізована школа № 187
- Лінгвістичний корпус «FOX» (головний офіс)
- Спеціалізована школа № 67
- Київський коледж будівництва, архітектури та дизайну